# Blaze of Glory
A Blaze of Glory (magyarul: Dicsőség lángja) Jon Bon Jovi első szólólemeze, melyet 1990. július 26-án adott ki. Az album számai a Vadnyugat fiai II című filmből, illetve az abból merített ötletek alapján készültek. Ezen dalok között található egy #1 sláger, a Blaze of Glory, és a #12 Miracle. Hozzávetőlegesen több mint 2 millió példányt adtak el belőle az Amerikai Egyesült Államokban. Világszerte 6 millió példányban kelt el.
Az album #3 lett Amerikában és 2-szeres platina minősítést ért el. Az Egyesült Királyságban a lista második helyéig tornázta fel magát az album, később megkapta az Arany minősítést.

## Az album számai
1. "Billy Get Your Guns" – 4:49
2. "Miracle" – 5:09
3. "Blaze Of Glory" – 5:40
4. "Blood Money" – 2:34
5. "Santa Fe" – 5:41
6. "Justice In The Barrel" – 6:49
7. "Never Say Die" – 4:54
8. "You Really Got Me Now" – 2:24
9. "Bang A Drum" – 4:36
10. "Dyin' Ain't Much Of A Livin"' – 4:46
11. "Guano City" – 1:15

## Témák
Az album többnyire a "jóvá tevés"-re fókuszál, és arra, vajon egy egyén múltbéli hibái utolérik-e őt. Egy másik téma a lemezen a világbeli helytállásról és a magunkat való meghallatásról szól. Jon Bon Jovi a 100,000,000 Bon Jovi Fans Can't Be Wrong DVD-n elmondta, hogy az album eredeti gondolata az agresszióról, valamint Billy a Kölyök és Patrick Garrett-ről szólt volna a Vadnyugat fiai alapján, de aztán rájöttek, hogy rossz volt az elképzelés.

## Egyebek
Az 1998-as Egy fiúról című könyv Jon Bon Jovi "Santa Fe"-jének soraira utal, bár az író, Nick Hornby, könnyű szívvel hivatkozott volna John Donne "No Man is an Island"-jére.